# Jack Murdock
Jack Murdock (Urbana, Ohio, 28 oktober 1922 - Burbank, 27 april 2001) was een Amerikaans acteur. In de jaren jaren 1960 speelde hij kleine rollen in series in Saint Louis (Missouri). Ook speelde hij de rol van Chef machinist Mate Tostin in de televisieserie Operation Petticoat en nog vele andere rollen in televisieseries en films.

## Filmografie
- The Crazy World of Julius Vrooder (1974)
- Moving Violation (1976)
- James Dean (1976)
- Like Normal People (1979)
- Altered States (1980)
- Any Which Way You Can (1980)
- Mark, I Love You (1980)
- Honky Tonk Freeway (1981)
- Cutter's Way (1981)
- Sweetwater (1983)
- Travis McGee (1983)
- Blue Thunder (1983)
- Flight 90: Disaster on the Potomac (1984)
- Calamity Jane (1984)
- Psycho III (1986)
- Rain Man (1988)
- Big Top Pee-wee (1988)
- Gross Anatomy (1989)
- False Identity (1990)
- Miracle Landing (1990)
- Dutch (1991)
- Mission of Justice (1992)
- 18 Minutes in Albuquerque (1994)

## Televisieseries
- Mannix (1973)
- Kojak (1974)
- Jigsaw John (1976)
- The Blue Knight (1976)
- Operation Petticoat (1977-1978), 23 afleveringen
- Visions (1977)
- Charlie's Angels (1978)
- Flatbush (1979)
- Barney Miller (1981), 2 afleveringen
- St. Elsewhere (1982)
- Fame (1982)
- Hill Street Blues (1983 en 1984)
- Remington Steele (1984)
- Night Court (1984)
- Scarecrow and Mrs. King (1985)
- The Young and the Restless (1986), 8 afleveringen
- Moonlighting (1987), 2 afleveringen
- Dynasty (1988)
- Forever Knight (1989)
- Matlock (1989)
- Cheers (1991)
- Equal Justice (1991)
- Picket Fences (1992), 3 afleveringen
- Star Trek: The Next Generation (1992)
- Roseanne (1995)
- Home Improvement (1996)
- Buddy Faro (1998)